# Queenstown (Nový Zéland)
Queenstown je novozélandské město v regionu Otago na Jižním ostrově. Nachází se podél zátoky jezera Wakatipu. Město je centrem distriktu Queenstown-Lakes a v regionu Otago jde o třetí největší město. Queenstownské letiště je vzdálené zhruba 10 km od centra města ve Franktonu. Sousední města (town) zahrnují Arrowtown, Wanaka, Alexandra a Cromwell. Nejbližší města (city) jsou Dunedin a Invercargill.
Queenstown je centrum cestovního ruchu, za rok navštíví město přes milion návštěvníků. Queenstown má průměrnou populaci 46 000 obyvatel a návštěvníků, během vrcholu letní sezóny je to okolo 90 000. Pro množství extrémních sportů operujících v Queenstownu a okolí je město nazýváno jako dobrodružné hlavní město světa. Bylo zde poprvé ve světě komerčně provozováno bungee jumping. Ve městě se nachází visutá lanová dráha, jejíž vrchol poskytuje panoramatický výhled, z něhož vede mj. turistická trasa na horu Ben Lomond (1748 m n. m.). Ve městě se nachází světoznámý hamburger restaurant Fergburger. U centra města má kotviště více než sto let starý parník TSS Earnslaw, který je stále v provozu. V blízkosti města se nalézají lyžařské areály Coronet Peak a The Remarkables.

## Dějiny
Průzkumníci William Gilbert Rees a Nicholas Von Tunzelman byli první Evropané, kteří se zde usadili. Rees zde hledal pastviny a po prvotní návštěvě se vrátil v roce 1860 a založil farmu na místě současného centra Queenstownu. V roce 1862 bylo poblíž Queenstownu objeveno zlato na řece Arrow River.
Ve městě se nachází zednářská lóže Lake Lodge of Ophir No. 85 založená v roce 1864.

## Podnebí
Podnebí Queenstownu je oceánické (podle Köppenovy klasifikace podnebí Cfb).

## Kultura
V okolí Queenstownu se mj. natáčely filmy X-Men Origins: Wolverine a trilogie Pán prstenů a Hobit.

## Partnerská města
- Aspen[9]